# Fergie Frederiksen
Pour les articles homonymes, voir Frederiksen.
Dennis Hardy Frederiksen dit Fergie Frederiksen, né le 15 mai 1951 à Grand Rapids dans le Michigan aux États-Unis et mort d'un cancer du foie le 18 janvier 2014 à Mound dans le Minnesota, est un chanteur américain. Il a été membre du groupe de rock Toto, mais n'a enregistré qu'un seul album : Isolation, en 1984.

## Biographie
Après une tournée difficile et en raison de ses difficultés à s'intégrer au reste du groupe, Fergie Frederiksen a été contraint de quitter Toto en 1985, pour être remplacé par Joseph Williams.
Fergie Frederiksen a également été chanteur du groupe LeRoux (avec lesquels il enregistre l'album So Fired Up en 1983), ainsi que de Trillion. En 1999 parait son album solo intitulé Equilibrium.
Le 20 juin 2010, le site officiel de l'artiste annonce qu'il est atteint d'un cancer du foie inopérable. Il meurt des suites de la maladie le 18 janvier 2014.

## Discographie avec Toto
- Isolation (1984)